# Doctor Strange in the Multiverse of Madness
Doctor Strange in the Multiverse of Madness ist ein US-amerikanischer Science-Fiction-Actionfilm, der am 6. Mai 2022 in die US-amerikanischen Kinos kam. Es handelt sich um den 28. Film aus dem Marvel Cinematic Universe (MCU) und um eine Fortsetzung zu Doctor Strange aus dem Jahr 2016. Der Film knüpft zudem an die MCU-Serie WandaVision (2021) an.

## Handlung
Die junge Frau America Chavez und eine Variante vom Zauberer Dr. Stephen Strange namens „Defender Strange“ befinden sich in der Zwischenwelt auf der Flucht vor einem dämonischen Wesen und suchen das legendäre Buch von den Vishanti-Göttern, um dieses aufzuhalten. Ihr Vorhaben scheitert, da Defender Strange im Kampf mit dem Dämon stirbt, woraufhin America Chavez unbeabsichtigt durch ihre Furcht ein Portal beschwört, welches sie und den getöteten Strange in die Welt des Dr. Strange (MCU-Erde 616) bringt. Dieser nimmt gerade an der Hochzeit seiner Ex-Verlobten Dr. Christine Palmer teil, der er trotz Unbehagens gratuliert. Die Feier wird unterbrochen, als das dämonische Wesen Gargantos auf den Straßen New Yorks Chaos verursacht und es offenbar auf Chavez abgesehen hat. Diese wird von Strange und dem Obersten Zauberer Wong nach einem Kampf, in dem sie die Kreatur unschädlich machen können, gerettet. Chavez erklärt den beiden anschließend, dass sie die Fähigkeit besitzt, mittels Portalen durch das Multiversum zu reisen, und deshalb gejagt wird. Daraufhin realisiert Strange, dass sein Traum von Chavez in Wahrheit die Handlungen seiner Defender Strange Variante gewesen sind.
Um mehr über die auf dem Wesen vorhandenen Runen zu erfahren, die mit Hexerei in Verbindung stehen, wendet sich Strange an Wanda Maximoff. Diese ist jedoch infolge der Ereignisse in WandaVision durch die wiederholte Nutzung des Zauberbuches Darkhold und ihre Verwandlung zur Scarlet Witch nicht mehr die einstige Wanda und glaubt, die Kräfte von Chavez würden es ihr erlauben, in ein anderes Universum zu reisen und dort ihre Kinder Tommy und Billy wiederzusehen, die sie zuvor in WandaVision aufgeben musste. Als Strange sich weigert, ihr Chavez auszuliefern, greift Scarlet Witch den Sitz der Zauberer Kamar-Taj an und tötet viele Magier, wobei sie Wong unter ihre Kontrolle bringt. Strange und Chavez gelingt es, durch ein multiversales Portal auf eine der anderen Erden des Multiversums zu entkommen, doch Scarlet Witch benutzt das Darkhold, um die Variante von Wanda, die mit ihren Kindern ein glückliches Leben auf der Erde führt, auf der Strange und Chavez landeten, mithilfe des Traumwandelns zu übernehmen. Während Wanda in den Körper ihrer anderen Variante schlüpft, zerstört eine überlebende Zauberin das Darkhold. Dadurch bricht die Verbindung zur anderen Wanda zusammen und die Wanda der Erde 616 zwingt Wong, ihr Informationen zu dem Darkhold zu geben. So erfährt sie, dass das Buch nur eine Kopie der Zaubersprüche ist, während die originalen Sprüche in den Berg Wundagore gemeisselt wurden. Wanda erreicht den Berg mit Wong und wird von den dortigen Wächtern nicht angegriffen, sondern diese verbeugen sich vor ihr.
Auf der Suche nach Hilfe auf der anderen Erde werden Strange und Chavez von Baron Mordo in dessen Sanctum Sanctorum geführt und durch ein Getränk betäubt. Sie finden sich in durchsichtigen Polykarbonat-Kästen wieder und bekommen von der hier als Wissenschaftlerin arbeitenden Variante von Christine Palmer erklärt, ihre Erde sei die Erde 838 und die von Strange die Erde 616. Strange wird anschließend von Mordo vor die Illuminati gebracht, denen neben ihm Captain Carter, Black Bolt (der König der Inhumans), Captain Marvel alias Maria Rambeau, Reed Richards alias Mister Fantastic von den Fantastischen Vier und Professor Charles Xavier angehören, welcher die Illuminati anführt. Sie erklären, dass der Strange aus ihrem Universum nach dem Sieg über Thanos leichtsinnig wurde und das Darkhold wiederholt benutzte, weshalb er getötet werden musste, um weiteren Schaden zu verhindern. Sowohl Mordo als auch die anderen Illuminati haben Zweifel, was Strange betrifft, und halten ihn für ebenso gefährlich, doch Xavier vertritt das Gegenteil.
Bevor ein Urteil gefällt werden kann, erscheint die Wanda der Erde 838, kontrolliert von Scarlet Witch der Erde 616, und tötet mühelos nacheinander alle Illuminati. Ihr erstes Opfer wird Black Bolt, gefolgt von Mister Fantastic und Captain Carter, die sie mit ihrem eigenen Schild halbiert. Captain Marvel wird von Wanda mit einer Statue erschlagen. Als Wanda kurz davor ist, Chavez zu erreichen, versucht Xavier, per Telepathie in ihren Kopf einzudringen und ihre korrumpierte Seite einzudämmen. Er wird aber von Scarlet Witch per Genickbruch umgebracht. Während Mordo entkommt, flüchten Dr. Strange und Chavez mithilfe von Palmer und dicht gefolgt von Scarlet Witch in einen Tunnel, der unter einem Fluss verläuft. Strange gelingt es, Wanda abzulenken, indem er den Tunnel hinter sich zerstört und Wasser eindringen lässt. Danach öffnet er das Portal zum Buch von Vishanti, das einst von seiner Version der Erde 838 verschlossen wurde.
Das Trio findet das Buch in einer Zwischenwelt zwischen den Universen, doch bevor Strange sich damit befassen kann, erscheint Scarlet Witch und übernimmt Chavez’ Geist, womit sie Strange und Palmer auf eine wieder andere Erde schickt. Auf Erde 616 bereitet sich Scarlet Witch im Zaubertempel darauf vor, Chavez’ Kräfte zu übernehmen. Strange und Palmer kämpfen indes in der ihnen unbekannten Welt gegen eine korrumpierte Variante von Strange und schaffen es, ihn zu bezwingen, wonach ersterer den Leichnam von Defender Strange, der auf Erde 616 begraben wurde, wiederbelebt, um Scarlet Witch entgegenzutreten.
Da sie nicht in der Lage ist, Scarlet Witch zu überwältigen, transportiert Chavez sie stattdessen zurück zur Erde 838 und zeigt ihr die beiden Kinder, die jedoch von ihr verängstigt sind und nach ihrer echten Mutter rufen. Als Wanda daraufhin erkennt, welches Chaos und Leid ihre Taten verursacht haben, beschließt sie, alle Darkholds im gesamten Multiversum zu vernichten. Anschließend bringt sie den Tempel zum Einsturz und kommt unter den Trümmern um.
Bevor Palmer zur Erde 838 zurückkehrt, erklärt Strange ihr, dass er Christine Palmer von Erde 616 immer noch liebt, wie er jede Christine Palmer in jedem Universum liebt, doch bisher zu viel Angst hatte, eine wahrhaftige Beziehung mit ihr einzugehen. Während Chavez eine Ausbildung zum Zauberer in Kamar-Taj beginnt, entwickelt Strange infolge der Verwendung des Darkholds ein drittes Auge, welches aus seiner Stirn wächst.
In der Mid-Credit-Szene wird Strange von einer mysteriösen Frau namens „Clea“ gewarnt, dass seine erzeugten Veränderungen im Multiversum eine Inkursion verursacht haben. Sie öffnet ein Portal zur dunklen Dimension, in das beide eintreten.
In einer Post-Credit-Szene taucht ein von Strange zuvor verzauberter Pizzaverkäufer auf, welcher feststellt, dass der Zauber aufgehört hat und erleichtert ruft, dass es vorbei sei.

## Produktion

### Entstehungsgeschichte

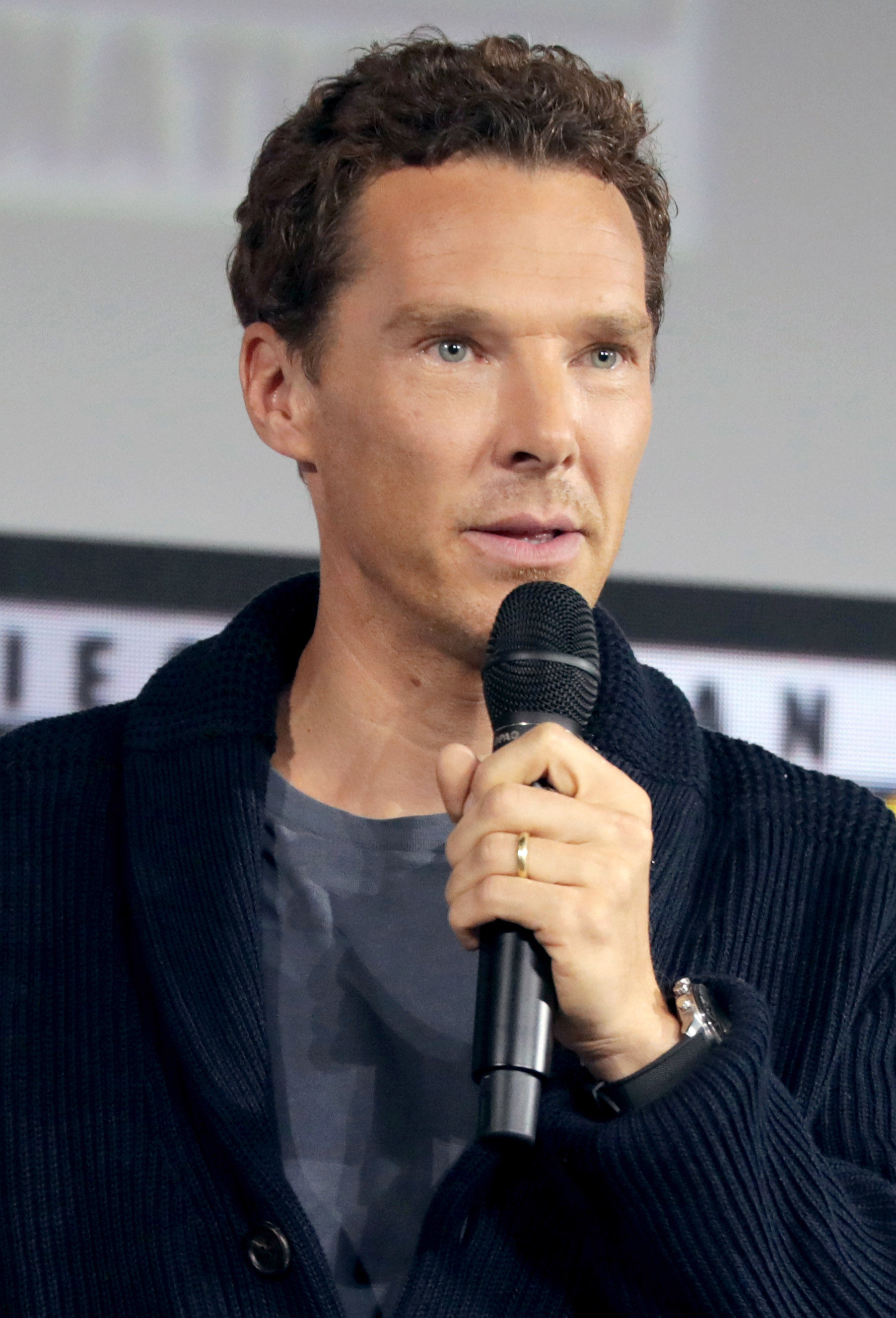
Hauptdarsteller Benedict Cumberbatch auf der San Diego Comic-Con im Juli 2019

Ende Juni 2018 bestätigte Kevin Feige, dass eine Fortsetzung zu Doctor Strange geplant sei, zwischen den beiden Filmen allerdings einige Jahre liegen würden. Später wurde bekannt, dass Scott Derrickson auch beim zweiten Teil die Regie führen soll. Benedict Cumberbatch soll erneut die titelgebende Hauptfigur Dr. Stephen Strange verkörpern, während Benedict Wong zum vierten Mal als Wong und Chiwetel Ejiofor sowie Rachel McAdams jeweils zum zweiten Mal als Mordo und Christine Palmer zu sehen sein werden. Im Januar 2019 wurde zunächst verkündet, dass C. Robert Cargill das Drehbuch zur Fortsetzung schreiben werde. Dieser äußerte sich in einem Interview, dass Nightmare und Baron Mordo die Bösewichte in seiner Drehbuchversion seien. Dabei sei das große Ziel, Baron Mordo nicht wie einen durchschnittlichen Bösewicht zu inszenieren, sondern ihn auf Loki-Niveau zu bringen. Mit der Rolle des Nightmare wurden unter anderem David Tennant, Matt Smith und Keanu Reeves in Verbindung gebracht. Später wurde bekannt, dass der Bösewicht Mephisto im Film auftreten wird. Insider-Informationen zufolge soll der Film in der Tonalität an einen „1980er Boogaloo“ erinnern. Zudem gebe es Ideen, bei denen Tilda Swinton und die Figuren Jericho Drumm alias Brother Voodoo und Clea im Film einen Auftritt haben.
Auf der San Diego Comic-Con 2019 wurde der Film offiziell in Doctor Strange in the Multiverse of Madness benannt und für Mai 2021 angekündigt. Dabei enthüllten Derrickson und Cumberbatch, dass der Film Horrorelemente in einem PG-13-Rahmen beinhalten soll und die Hauptfigur „ein bisschen zerstört werde“. Zudem wurde bekannt, dass die Disney+-Serie WandaVision einen direkten Einfluss auf den Film haben und deshalb Elizabeth Olsen ihre Rolle als Wanda Maximoff für den Film erneut aufnehmen wird. Auch zum dritten Spider-Man-Film, in dem Cumberbatch einen Auftritt hat, soll die Fortsetzung eine Verbindung haben. Im Januar 2020 verließ Derrickson das Projekt aufgrund kreativer Differenzen, blieb aber weiterhin als Executive Producer tätig. Später äußerte sich Cargill, Derrickson und er hätten nie die Chance gehabt, einen fertigen Drehbuchentwurf zu schreiben. Stattdessen wurde vorübergehend Jade Bartlett als Drehbuchautor gehandelt. Im Februar 2020 wurde schließlich Michael Waldron mit der Aufgabe betraut, während Sam Raimi für den Regieposten verpflichtet wurde. Im Oktober 2020 wurde bekannt, dass Xochitl Gomez der Besetzung angehört. Sie soll die junge Superheldin Miss America verkörpern. Der Hollywood Reporter vermeldete zunächst Michael Giacchino als Komponisten der Filmmusik. Dieser war schon für die Musik des ersten Films verantwortlich. Nachdem Sam Raimi die Regie übernommen hatte, wurde jedoch Danny Elfman als Komponist bestätigt. Elfman schrieb zuvor schon bei den Raimi-Filmen Darkman, Spider-Man, Spider-Man 2 und Die fantastische Welt von Oz die Filmmusik. Der im Februar 2022 veröffentlichte Trailer bestätigte zudem das Mitwirken von Patrick Stewart.

### Dreharbeiten
Die Dreharbeiten begannen Mitte November 2020 in den Longcross Studios nahe London unter dem Arbeitstitel Stellar Vortex. Cumberbatch schloss dabei zunächst seine Filmaufnahmen für den dritten Spider-Man-Film ab und stieß im Anschluss zu den Dreharbeiten für die Doctor-Strange-Fortsetzung. Auch Olsen nahm die Dreharbeiten erst Ende November 2020 auf, nachdem sie ihre letzten Szenen für WandaVision in Atlanta abgedreht hatte. Trotz eines Anfang November begonnenen, einmonatigen Lockdowns im Vereinigten Königreich konnte die Produktion fortgeführt werden. Anfang Januar 2021 musste sie allerdings im Zuge eines weiteren Lockdowns vorübergehend pausieren. Weitere Aufnahmen erfolgten in den Vereinigten Staaten.

### Marketing und Veröffentlichung
Der Film sollte ursprünglich am 6. Mai 2021 in die deutschen und am darauffolgenden Tag in die US-amerikanischen Kinos kommen. Im Zuge der COVID-19-Pandemie und der Verschiebung von Shang-Chi and the Legend of the Ten Rings auf den Mai-Starttermin sollte der Film zunächst am 5. November 2021 in den US-amerikanischen Kinos erscheinen, wurde später allerdings auf den 25. März 2022 und schließlich auf den 6. Mai 2022 verschoben. Der deutsche bzw. österreichische Kinostart erfolgte bereits am 4. Mai 2022.
Im Dezember 2021 wurde ein erster Teaser als Post-Credit-Szene von Spider-Man: No Way Home im Kino gezeigt und in den folgenden Tagen veröffentlicht. Im Februar 2022 wurde der erste Trailer während des Super Bowl LVI gezeigt und gleichzeitig auf verschiedenen Medien veröffentlicht.

## Synchronisation
Die deutschsprachige Synchronisation entstand nach dem Dialogbuch von Klaus Bickert und unter der Dialogregie von Axel Malzacher bei der Interopa Film in Berlin. Patrick Stewart und Anson Mount bekamen mit Kaspar Eichel und Johannes Berenz wieder ihre Sprecher aus früheren Produktionen.
| Rolle                                    | Darsteller           | Synchronsprecher     |
| ---------------------------------------- | -------------------- | -------------------- |
| Dr. Stephen Strange                      | Benedict Cumberbatch | Sascha Rotermund     |
| Wanda Maximoff / Scarlet Witch           | Elizabeth Olsen      | Shandra Schadt       |
| Wong                                     | Benedict Wong        | Achim Buch           |
| America Chavez                           | Xochitl Gomez        | Zalina Sanchez Decke |
| Dr. Christine Palmer                     | Rachel McAdams       | Ranja Bonalana       |
| Dr. Nicodemus West                       | Michael Stuhlbarg    | Axel Malzacher       |
| Rintrah                                  | Adam Hugill          | Sven Brieger         |
| Thomas „Tommy“ Maximoff / Speed          | Jett Klyne           | Benedikt Kienle      |
| William „Billy“ Maximoff / Wiccan        | Julian Hilliard      | Niklas Gebendorfer   |
| Karl Mordo                               | Chiwetel Ejiofor     | Torben Liebrecht     |
| Professor Charles Xavier / Professor X   | Patrick Stewart      | Kaspar Eichel        |
| Reed Richards / Mr. Fantastic            | John Krasinski       | Till Endemann        |
| Maria Rambeau / Captain Marvel           | Lashana Lynch        | Flavia Vinzens       |
| Margaret „Peggy“ Carter / Captain Carter | Hayley Atwell        | Berenice Weichert    |
| Blackagar Boltagon / Black Bolt          | Anson Mount          | Johannes Berenz      |
| Pizzaverkäufer                           | Bruce Campbell       | Frank Röth           |
| Clea                                     | Charlize Theron      | Bianca Krahl         |

## Rezeption

### Kritiken
Auf Rotten Tomatoes erhält der Film 74 % Zustimmung basierend auf 448 erfassten Top-Kritiken und bei der Zuschauerbewertung eine Durchschnittswertung von 85 %. Bei Metacritic erreicht der Film bisher einen Metascore von 60 von 100 möglichen Punkten basierend auf 65 gelisteten Kritiken. In der Datenbank der Internet Movie Database (IMDb) erlangt der Film eine Bewertung von 6,9 von 10 möglichen Punkten. Die deutschsprachige Genre-Publikation Neon Zombie hielt fest, dass in Marvel Studios’ erstem Horrorfilm „das (gewollte) Chaos regiert, welches wohl nur Dank Sam Raimis Regie (fast) perfekt ausbalanciert wird, auch wenn einigen Charakteren aufgrund der schieren Masse an Schauwerten zu wenig Raum eingeräumt wurde“.

### Einspielergebnis
Am Startwochenende konnte Doctor Strange in the Multiverse of Madness mit einem Einspielergebnis von 187 Millionen US-Dollar die Spitzenposition der US-amerikanischen Kino-Charts erreichen; die weltweiten Einnahmen aus Kinovorführungen belaufen sich auf 954,3 Millionen US-Dollar, von denen allein 411,2 Millionen im nordamerikanischen Raum erwirtschaftet werden konnten.
Doctor Strange in the Multiverse of Madness steht in der Liste der weltweit erfolgreichsten Filme derzeit auf Platz 69 (Stand: 19. April 2025).

### Auszeichnungen
Critics’ Choice Super Awards 2023
- Nominierung als Bester Superheldenfilm
- Nominierung als Bester Schauspieler in einem Superheldenfilm (Benedict Cumberbatch)
- Nominierung als Beste Schauspielerin in einem Superheldenfilm (Elizabeth Olsen)
- Nominierung als Bester Filmbösewicht (Elizabeth Olsen)[46]

Hollywood Music in Media Awards 2022
- Nominierung für die Beste Filmmusik in einem Science-Fiction-Film (Danny Elfman)
- Nominierung für die Beste Music Supervision (Dave Jordan)[47]

Nickelodeon Kids’ Choice Awards 2023
- Nominierung als Beste Schauspielerin (Elizabeth Olsen)[48]

MTV Movie & TV Awards 2023
- Auszeichnung als Beste Schurkin (Elizabeth Olsen)[49]

People’s Choice Awards 2022
- Auszeichnung als Bester Film
- Auszeichnung als Beste Schauspielerin (Elizabeth Olsen)
- Auszeichnung als Beste Schauspielerin in einem Actionfilm (Elizabeth Olsen)
- Nominierung als Bester Actionfilm[50]

Saturn-Award-Verleihung 2022
- Nominierung als Bester Superheldenfilm
- Nominierung als Bester Nebendarsteller (Benedict Wong)
- Nominierung für die Beste Filmmusik (Danny Elfman)
- Nominierung für die Besten Spezialeffekte (Jorundur Rafn Arnarson, Erik Winquist & Joe Letteri)